# Franklin Electric
Franklin Electric ist ein global tätiges Unternehmen, das Komponenten und Systeme für die Förderung von Wasser und Kraftstoffen herstellt. Das Portfolio umfasst Produkte für den Wohnungs- und Gewerbebereich sowie die Landwirtschaft und die Industrie.
Der Firmenhauptsitz in ist Fort Wayne (Indiana). Das Unternehmen hat weltweit mehr als 50 Standorte mit 5.600 Mitarbeitern. Franklin erzielte 2017 einen Gesamtumsatz von mehr als 1 Mrd. US-Dollar.
Der Hauptsitz der Franklin Electric Europa GmbH ist in Wittlich. Schwerpunkt der europäischen Niederlassung sind die Märkte in Europa, dem Mittleren Osten und Nordafrika. Die Produkte werden hauptsächlich in Tschechien und in Italien gefertigt.

## Portfolio
Franklin Electric bietet Unterwasser- und Oberflächenpumpsysteme sowie Lösungen für Solaranwendungen und Systeme mit Synchronmotoren an. Die italienische Tochter Franklin Electric Srl vertreibt ihre Produkte unter dem Markennamen E-Tech.
Die Systeme werden unter anderem im Brunnenbau, als Entwässerungs- und Schmutzwassersysteme, im Tankstellenbetrieb und in Schwimmbädern verwendet.